# Lyderslev
Lyderslev is een plaats in de Deense regio Seeland, gemeente Stevns. De plaats telt 342 inwoners (2008).